# Сукидава
Сукидава (на латински: Sucidava, Sykibid, на гръцки: Σucidava) е бил главен град на дакийското племе суки. Намирал се е на мястото на днешния град Корабия, окръг Олт, Румъния, на северния бряг на река Дунав.
През 2 и 3 век. тук е имало римско селище. Югоизточно от него се намирала крепост. Днес са останали защитните стени на крепостта от 4 до 5 век. Намерени са също римски бани (thermae), християнска базилика от 5 – 6 век и улици. Особено интересен е „тайният кладенец“ на замъка, който е имал за цел да подсигурява снабдяването с вода по време на обсада.
По времето на управлението на римския император Константин Велики тук е построен нареченият на него Константинов мост над Дунав, чието освещаване става през 328 г. Мостът е бил дълъг над 2400 метра и така е бил сред най-дългите мостове на древността. Той съществува само за кратко време. Днес се вижда от него само 1 кол.